# Rechtsträger-Abwicklungsgesetz
Das Rechtsträger-Abwicklungsgesetz ist ein deutsches Gesetz, das die Abwicklung bestimmter Körperschaften, Anstalten und Stiftungen des öffentlichen Rechts (öffentlichen Rechtsträgern), die vor dem 9. Mai 1945 errichtet wurden, regelt. Dabei handelt es sich überwiegend, aber nicht nur um Organisationen aus der Zeit des Nationalsozialismus. Ferner regelt das Gesetz die Abwicklung von Rechtsträgern, die die britische Militärregierung gegründet hatte. Zu den weiteren Regelungsbereichen gehörte u. a. die Überführung von im Bundesgebiet befindlichen Vermögensgegenständen von Gebietskörperschaften mit Sitz außerhalb des Geltungsbereichs dieses Gesetzes, jedoch innerhalb der Grenzen des Deutschen Reiches nach dem Gebietsstand vom 31. Dezember 1937, in die Verwaltung des Bundes.

## Gesetzesbegründung
Im Regierungsentwurf wird zur Begründung angeführt:

„Infolge des Zusammenbruchs des Deutschen Reiches im Jahre 1945 haben zahlreiche Körperschaften, Anstalten und Stiftungen des öffentlichen Rechts – öffentliche Rechtsträger – ihre Tätigkeit 
eingestellt. Diese öffentlichen Rechtsträger bestehen faktisch nicht mehr, wohl aber zum größten Teil noch rechtlich. Ihre rechtliche Existenz konnten sie nicht verlieren, denn nach der in Rechtslehre und
Rechtsprechung herrschenden Auffassung finden öffentliche Rechtsträger ihr Ende nur mit der Auflösung durch einen Hoheitsakt, der in Gesetzesform ergeht oder sich auf eine Gesetzesnorm stützt und
erlassen wird von den Gebietskörperschaften, die diese öffentlichen Rechtsträger errichtet haben oder, soweit sie weggefallen sind, von den Gebietskörperschaften, die nunmehr an deren Stelle zur Auflösung
befugt sind.“

„Der vorliegende Gesetzentwurf kommt dem Auftrag des Gesetzgebers in § 3 Abs. 1 Nr. 3 des Allgemeinen Kriegsfolgengesetzes nach; er ist ein weiterer Schritt auf dem Wege, die durch den Krieg und die Kriegsfolgen eingetretenen Verhältnisse zu bereinigen.“

Das Gesetz galt nur für solche Rechtsträger, deren Abwicklung nicht spezialgesetzlich geregelt war, wie z. B. die Reichsversicherungsanstalt für Angestellte, den Reichsnährstand oder die Deutsche Reichsbank. Die Gesetzgebungszuständigkeit des Bundes ergab sich aus Art. 135 Abs. 5 GG sowie aus anderen Kompetenznormen. Zu den juristischen Personen, die durch das Gesetz aufgelöst wurden, gehörten die Stiftung Preußenhaus, der Reichsluftschutzbund, der Reichsforschungsrat sowie die Reichsstelle für Fische.
Im Aktenplan für die (Bundes-)Finanzverwaltung sind die Akten zu dem Gesetz unter VV 1230 eingeordnet.

## Gliederung des Gesetzes
Das Gesetz ist folgendermaßen gegliedert:
- Erster Abschnitt: Vor dem 9. Mai errichtete, nicht mehr bestehende öffentliche Rechtsträger mit Sitz im Geltungsbereich dieses Gesetzes (§§ 1–24)
- Zweiter Abschnitt: Nach dem 9. Mai errichtete, nicht mehr bestehende öffentliche Rechtsträger mit Sitz im Geltungsbereich dieses Gesetzes (§ 25)
- Dritter Abschnitt: Übergangs- und Schlußbestimmungen (§§ 26–31)
- Anlage I (zu § 1 Abs. 1)
  - A. Bundesministerium für Ernährung, Landwirtschaft und Forsten
  - B. Bundesministerium der Finanzen
  - C. Bundesministerium für Gesundheitswesen
  - D. Bundesministerium des Innern
  - E. Bundesministerium für Verkehr
  - F. Bundesministerium der Verteidigung
  - G. Bundesministerium für Wirtschaft
  - H. Bundesministerium für Wohnungswesen, Städtebau und Raumordnung
- Anlage II (zu § 25)
  - 1. Hauptstellen der Ernährungswirtschaft
  - 2. Saatenzentrale für die britische Zone
- Vorschriften für die Anwendung der Tabellen I bis V zu § 19 Abs. 3
- Tabellen I bis V

## Behandlung im Einigungsvertrag
Nach dem Einigungsvertrag sind das Gesetz und die zu seiner Durchführung erlassenen Rechtsverordnungen von dem Inkrafttreten des Bundesrechts gemäß Artikel 8 des Vertrages im Zusammenhang mit Anlage I Kap IV A I Anlage I Kapitel IV
Sachgebiet A - Kriegsfolgenregelungen -, Abschnitt I, Nr. 14 im Beitrittsgebiet ausgenommen. Die entsprechenden Vermögenswerte dürften in Volkseigentum überführt und nach den dafür einschlägigen Regelungen des Einigungsvertrages aufgeteilt worden sein.
Allerdings bestimmte Nr. 12 der Anlage III zum Einigungsvertrag Folgendes:

„Das durch staatliche Stellen der Bundesrepublik Deutschland auf der Grundlage des Rechtsträger-Abwicklungsgesetzes treuhänderisch verwaltete Vermögen von juristischen Personen des öffentlichen Rechts, die auf dem Gebiet der DDR existieren oder existiert haben, wird an die Berechtigten bzw. deren Rechtsnachfolger übergeben.“

## Rechtsverordnungen
- Erste VO nach § 1 Abs. 2 vom 4. Juni 1969 (BGBl. I S. 537)
- Zweite VO nach § 1 Abs. 2 vom 18. Februar 1972 (BGBl. I S. 191)
- Dritte VO nach § 1 Abs. 2 vom 6. April 1976 (BGBl. I S. 916)
- VO zur Durchführung des § 11 Abs. 3 vom 12. Mai 1967 (BGBl. I S. 538)